# Karl Anders Adrup
Karl Anders Adrup, född 18 december 1921, död 19 december 1993 i Hässelby församling, var en svensk journalist.
Karl Anders Adrup var son till lantbrukaren Jöns Andersson och Jenny Berg. Han avlade studentexamen 1942 och studerade vid Lunds universitet, där han avlade filosofie kandidatexamen 1946. Han tog som ung journalist efternamnet Adrup, och några år senare bytte hans journalistkollegor Bengt Nilsson och Lennart Karlsson efternamn till Bedrup respektive Cedrup.
Han var medarbetare på Dagens Nyheters Skåne-redaktion från 1946 och blev utlandskorrespondent för Svenska Dagbladet i Tyskland 1957. Från 1960 var han medarbetare på Dagens Nyheters Namn och Nytt-redaktion.
Han gifte sig 1947 med Ulla Samuelson. Adrup är gravsatt i minneslunden på Råcksta begravningsplats.